# Phil Demmel
Phil Demmel (1º aprile 1967) è un chitarrista statunitense che ha suonato nel gruppo groove metal statunitense Machine Head.

## Biografia
Phil Demmel è un chitarrista che milita nei Vio-lence, band di cui è stato cofondatore insieme a Robert Flynn, attuale leader dei Machine Head (di cui lo stesso Demmel ha fatto parte dal 2003 al 2018). Altri gruppi in cui il chitarrista ha suonato sono i Technocracy e i Torque. È endorser di chitarre Jackson e ha diversi modelli a sua firma tra cui "Demmelition King V - RTF", "Demmelition Fury PDT", "Demmelition Fury PD".

### Vita Privata
Dal 2012 è sposato con Marta Peterson, tastierista dei Bleeding Through, con la quale ha avuto due figli. Demmel ha altri due figli.

## Discografia

### Con i Vio-Lence
- 1986 – First Demo (demo autoprodotto)
- 1986 – Violence Demo (demo auto prodotto)
- 1988 – Rough Demo (promo)
- 1988 – Eternal Nightmare
- 1990 – Oppressing the Masses
- 1991 – Torture Tactics (EP)
- 1993 – Nothing to Gain
- 2003 – They Just Keep Killing
- 2006 – Blood & Dirt (video)
- 2020 – California Uber-Alles (singolo)
- 2022 – Let The World Burn

### Con i Machine Head
- 2004 – Through the Ashes of Empires
- 2002 – Hellalive
- 2004 – Days Turn Blue To Gray (singolo)
- 2005 – Elegies (video)
- 2007 – The Blackening
- 2011 – Unto the Locust
- 2012 – Machine Fucking Head Live
- 2014 – Killers & Kings (singolo)
- 2014 – Bloodstone & Diamonds
- 2018 – Catharsis

### Con i Torque
- 1994 – Demo 94 (autoprodotto)
- 1995 – Demo 95 (autoprodotto)
- 1996 – Torque
- 1997 – Demo 97 (autoprodotto)

### Altri
- 2001 – Technocracy – Technocracy (autoprodotto)
- 2020 – BPMD – American Made

### Collaborazioni
- 2007 – Skitzo – Five Point Containment (chitarra solista nel brano We Are the Dead)
- 2007 – Dublin Death Patrol – DDP 4 Life (chitarra ritmica e solista nel brano Trail of the Executioner)
- 2008 – Roadrunner United – The Concert (chitarra nel brano Refuse / Resist)
- 2015 – Metal Allegiance – Metal Allegiance (chitarra solista nei brani ‘Can't Kill the Devil, Triangulum - III. Destruction e We Rock)
- 2015 – Artisti Vari – Randy Rhoads Remembered Volume 1 (chitarra nei brani I Don't Know, Winding Rhoads, Dee Guitar Orchestra)
- 2020 – Posehn - Grandpa Metal (chitarra solista nel brano Big Fat Rock)
- 2020 – Two Minutes To Late Night – Covers Vol. 4 (EP) (chitarra nel brano Rebel Yell)
- 2020 – The Boozehoundz – 99 Bottles (chitarra e voce)
- 2020 – Disciples Of Verity – Pragmatic Sanction (chitarra nel brano Lying To Myself)
- 2020 – Catalysis – Connection Lost (chitarra solista nel brano Drowning in My Head)
- 2021 – Durbin – The Beast Awakens (chitarra nel brano Kings Before You)